# أركاديا
أركاديا هي إحدى مقاطعات اليونان.

## أعلام
- جورج كريستوفر